# Chrysolina taygetana
Chrysolina taygetana es un coleóptero de la familia Chrysomelidae.
Fue descrita científicamente en 1952 por Bechyné.